# Cassie Ventura
Cassandra Elizabeth Ventura (New London, 26 de agosto de 1986),  conhecida mononimamente como Cassie, é uma cantora, compositora, dançarina, atriz e modelo estadunidense. Nascida em New London, Connecticut, ela começou sua carreira musical após conhecer o produtor Ryan Leslie no final de 2004, que a contratou para sua gravadora, NextSelection Lifestyle Group. Ela foi então descoberta pelo rapper Sean "Diddy" Combs, que a contratou para uma empreendimento conjunto com sua gravadora, Bad Boy Records, para lançar comercialmente seu single de estreia, "Me & U" (2006). A canção foi a primeira de duas entradas da cantora na Billboard Hot 100, alcançando a terceira posição.
Tendo "Me & U" como carro-chefe, o álbum de estreia homônimo de Ventura (2006) alcançou a quarta posição da Billboard 200 e produziu o single seguinte, "Long Way 2 Go". De 2008 a 2009, ela lançou os singles "Official Girl" (com Lil Wayne), "Must Be Love" (com Diddy) e "Let's Get Crazy" (com Akon). Ela assinou com a Interscope Records para lançar sua primeira mixtape, RockaByeBaby (2013), que foi promovida pelos videoclipes das canções  "Numb" (com Rick Ross) e "Paradise" (com Wiz Khalifa).
Ventura assinou com a agência de modelos Wilhelmina Models no início de sua carreira, e posteriormente com a One Management. Ela já foi modelo para a Calvin Klein e já posou para múltiplas revistas, incluindo GQ, Seventeen e Bust. Ela foi o rosto da coleção de primavera de 2013 da ASOS. Ela também estrelou anúncios para Delia's, Adidas, Abercrombie & Fitch e Clean & Clear. Ventura participou de filmes como Step Up 2: The Streets (2008) e The Perfect Match (2016).

## Biografia
Cassie nasceu em New London, Connecticut. O seu pai é filipino e a sua mãe é de ascendência mexicana e afro-americana. Ela se formou a partir de The Williams School, uma escola preparatória em New London, Connecticut. Quando ela completou o ensino médio em 2004, Cassie já havia sido contratada pela IMG Models, uma das maiores agências de moda do mundo. Sua altura e beleza multiétnica impulsionaram sua carreira. Cassie desfilou em várias semanas de moda, incluindo a de Nova York, Paris, Milão, Tóquio e São Paulo.

## Carreira

### 2004-2006: Começo de sua carreira musical eCassie
Ryan Leslie viu Cassie com frequência em festas e clubes no final de 2002. Logo após, os dois escreveram um dueto chamado "Kiss Me" e depois de gravarem a faixa, Leslie apresentou a música a Tommy Mottola, um executivo de música. Mottola ofereceu a Cassie um acordo de gestão, e Leslie assinou com ela para sua gravadora, NextSelection que fundou junto a seu parceiro de marketing online Rasheed Richmond. Leslie escreveu e produziu o primeiro single de Cassie, " Me & U", em 2005. A canção se tornou um hit na Alemanha. Durante este tempo, Diddy ouviu " Me & U" em um clube, e Leslie convenceu-o a unir Bad Boy Records com NextSelection para o lançamento do álbum de estreia de Cassie.
Ryan Leslie produziu a maior parte do álbum, que é uma mistura de R & B com hip hop e pop. Ventura disse em uma entrevista: "Eu rimo, canto, faço meu R & B, produzo minhas músicas lentas e outras coisas que as meninas irão adorar, eu tenho o estilo do Sul, eu tenho uma música rock que fiz com as minhas amigas." Ela fez uma homenagem a sua cultura das Filipinas através da incorporação de músicas culturais de sua terra natal com algumas baladas. O álbum, Cassie, foi lançado em 8 de agosto de 2006 e vendeu 321 mil cópias nos os EUA. O hit do álbum, " Me & U", atingiu o número 3 no Billboard Hot 100, vendendo mais de 1 milhão de downloads. Para promover seu álbum, Cassie realizou performances em Total Request Live e 106 & Park do BET Top 10 Live, sendo descritas como "chocante" e "não profissional", mas Diddy justificou que era devido à sua total inexperiência. Cassie cancelou os eventos em seu Myspace, dizendo que está muito insegura, que suas performances ainda estariam ruins e que aumentou o seu medo do palco.

### Carreira cinematográfica

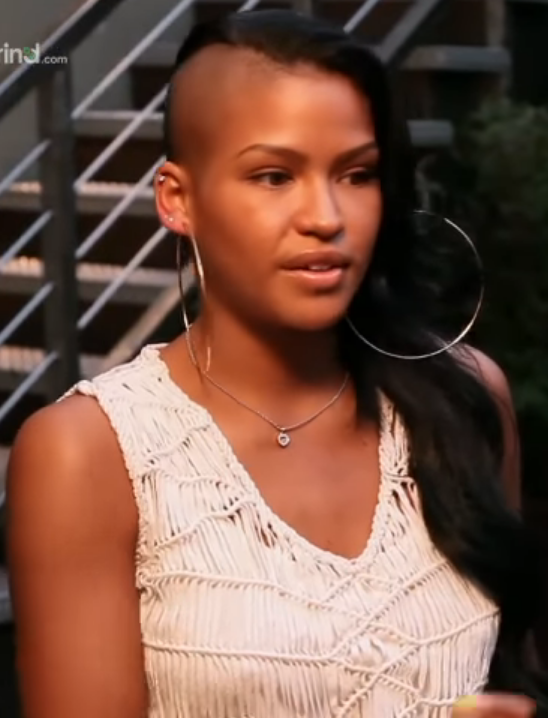
Cassie em 2012

Em 2008 Cassie fez sua aparição nos cinemas com o filme musical Step Up 2: The Streets como Sophie Denovan (co-principal). Ela retornou em 2016 à carreira cinematográfica com os filmes "The Perfect match" (principal) e em "Honey 3" (principal).

## Vida pessoal
Durante 2002 e 2007 embarcou em um relacionamento com Ryan Leslie, e o relacionamento terminou em 2007. Logo após começou um relacionamento com o rapper Diddy, que acabou em 2018. Em maio de 2015, eles foram destaque em um anúncio atrevido para a fragrância de Diddy "03:00". Ela foi eleita a “Cantora mais sexy do mundo” pela revista de prestígio “Glam’Mag”, em sua edição de julho de 2016. A revista liberou sua lista anual das 100 mulheres que deixaram a história mais “quente”.
Em dezembro de 2018, em seu Instagram, informou que estava com outra pessoa, Alex Fine. Em meados de junho de 2019 foi anunciado sua primeira gravidez, Frankie Stone Fine, sua primeira filha, fruto de seu atual relacionamento com o personal trainer Alex Fine. Após dois meses firmou seu relacionamento, casando-se. Atualmente está grávida de sua segunda criança.
Em 16 de novembro de 2023, Cassie acusou o ex-namorado Sean Combs de estupro e abuso físico, que teriam acontecido durante mais de uma década. Segundo o processo apresentado por Cassie perante o Tribunal Federal de Manhattan, Sean Combs, também conhecido como Puff Daddy ou Diddy, submeteu a cantora de R&B a abusos físicos durante mais de uma década, forçou-a a consumir drogas e estuprou-a em 2018.
Em 17 de maio de 2024, a rede de TV americana CNN divulgou um vídeo que mostra o então namorado dando chutes na cantora Cassie em corredor de um hotel. A gravação exibida pela CNN foi feita pelas câmeras de segurança de um hotel. Segundo o canal de TV, o episódio aconteceu em 5 de março de 2016. No dia seguinte, após a repercussão do caso, Sean Combs confessou ter agredido a ex-namorada. Na gravação, ele diz que suas ações foram “indesculpáveis” e que está “realmente arrependido”.
Em 27 de maio de 2025, nasceu o terceiro filho da cantora com o marido Alex Fine em um hospital de Nova York.

## Filmografia

### Cinema
| Ano  | Filme             | Papel          | Notas |
| ---- | ----------------- | -------------- | ----- |
| 2008 | Step Up 2         | Sophie Donovan |       |
| 2016 | The Perfect Match | Eva            |       |
| 2016 | Honey 3           | Melea Martin   |       |